# 圣玛窦堂 (巴勒莫)
圣玛窦堂（意大利语：Chiesa di San Matteo al Cassaro）是一座巴洛克风格的罗马天主教教堂，位于意大利巴勒莫历史中心的洛吉亚区，该市的主要街道，古老的卡萨罗街。
该堂由米塞里米尼善会（Miseremini）建于1633年至1664年，可能由建筑师马里亚诺·斯米里格里利奥设计，而由加斯帕雷·盖尔西奥和卡洛·德阿普雷完成。它装饰着许多重要的西西里艺术家的作品，如维托·丹纳、彼得罗·诺维利、贾科莫·塞尔波塔、巴托洛梅奥·桑塞韦里诺、菲利波·兰达佐、安东尼奥·曼诺、弗朗切斯科·索齐。
该堂与巴勒莫人比蒂保利（Beati Paoli）的传说有关。

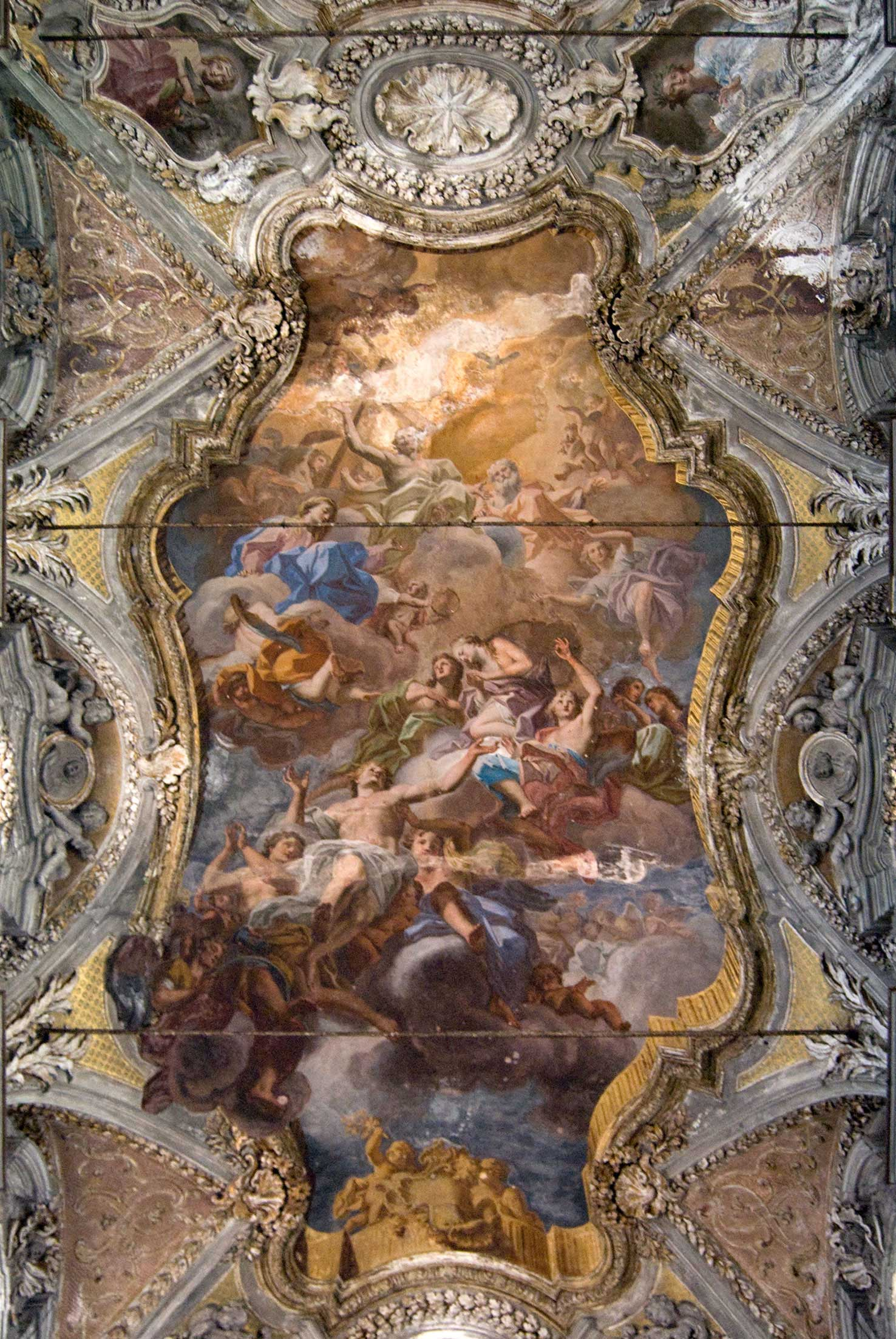
维托·丹纳：Trionfo delle anime purganti （拱顶）
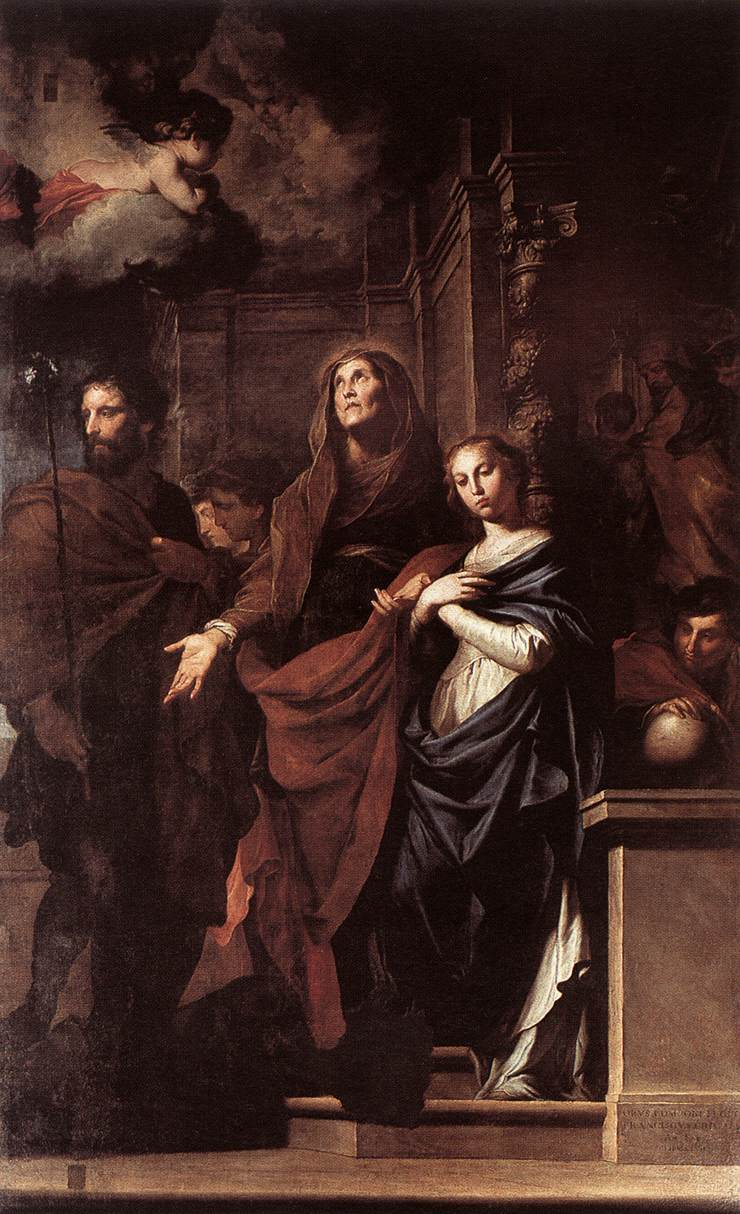
彼得罗·诺维利：Sposalizio della Vergine
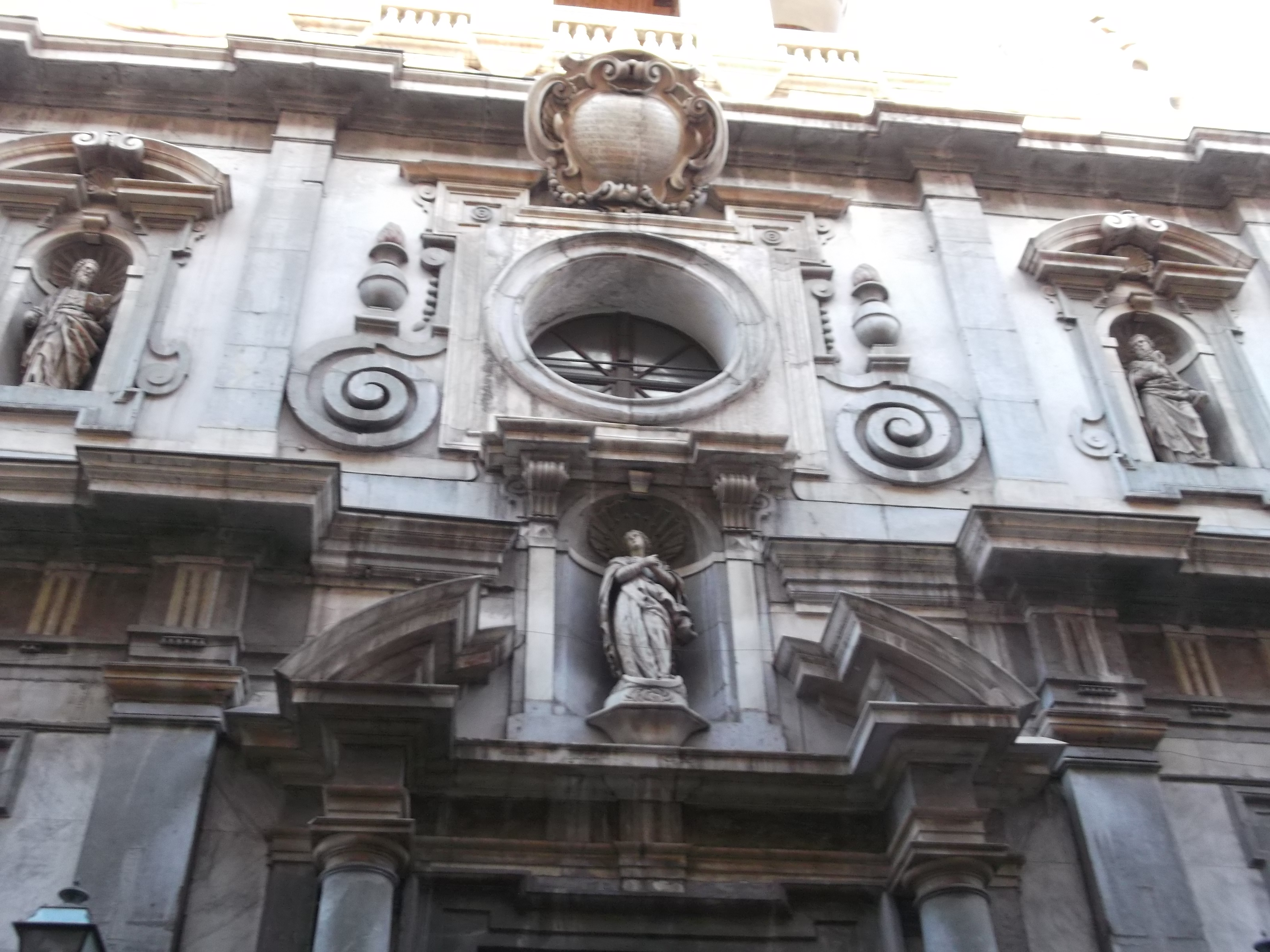
立面：卡洛·德阿普雷的雕塑
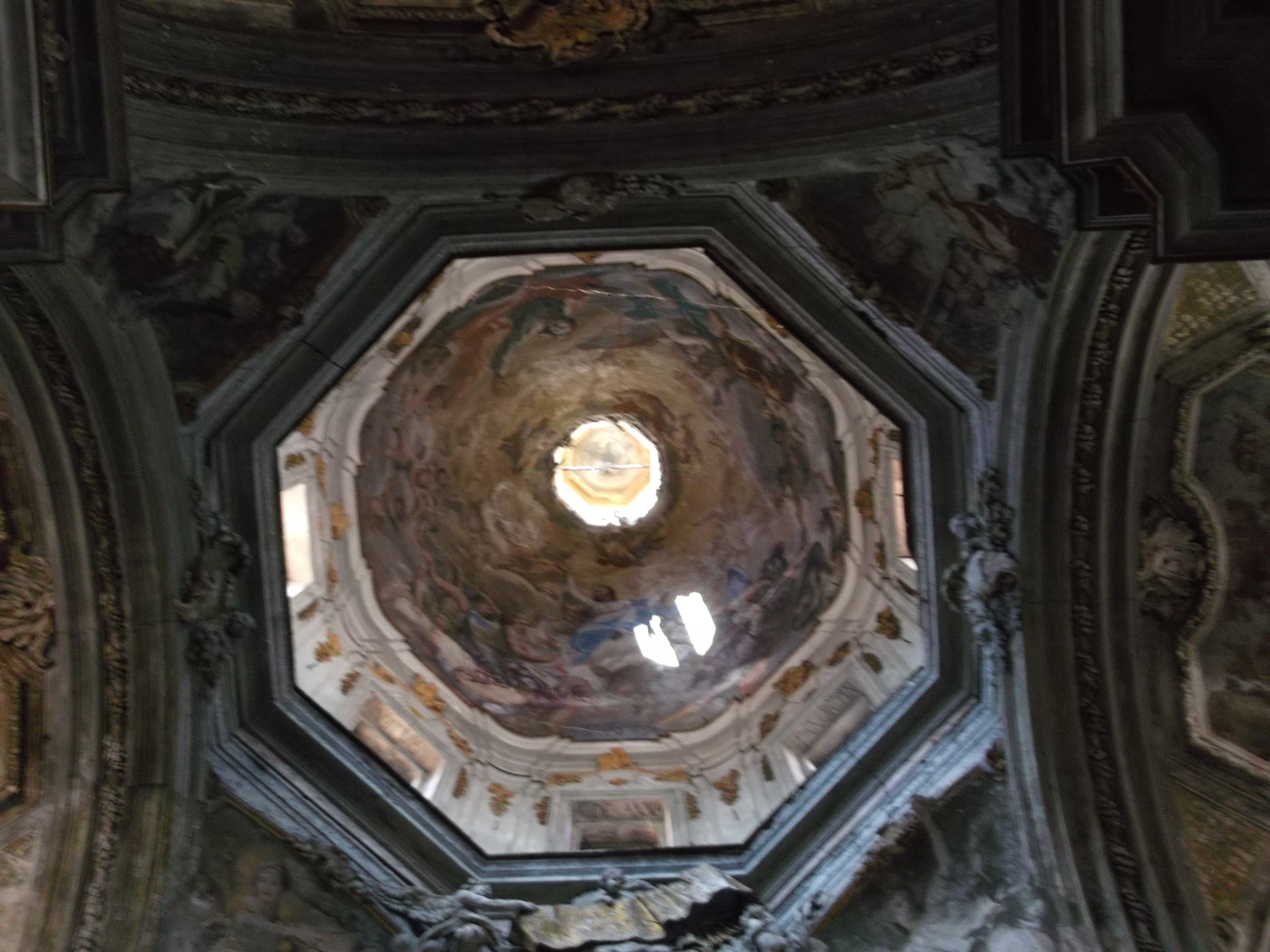
穹顶内部